# Stanislav Prýl
Stanislav Prýl, češki hokejist, * 23. november 1942, Pardubice, Češka, † 19. marec 2015.
Prýl je igral za klub HC Pardubice v češkoslovaški ligi in za češkoslovaško reprezentanco na enih olimpijskih igrah, kjer je bil dobitnik bronaste medalje, ter več svetovnih prvenstvih, kjer je bil dobitnik dveh srebrnih in treh bronastih medalj.
Leta 2017 je bil sprejet v Češki hokejski hram slavnih.